# Jörg-Michael Baldenius
Jörg-Michael Baldenius (* 28. November 1940 in Hamburg) ist ein deutscher Kameramann und Fernsehregisseur.

## Leben und Wirken
Baldenius studierte Theaterwissenschaft, Germanistik und Publizistik, ehe er sich dem Fernsehen zuwandte und 1966 dem ersten Jahrgang der Deutschen Film- und Fernsehakademie Berlin anschloss. Sein Abschlussfilm lautete Sonnabend, der 1., den er auch schrieb und inszenierte und der von der Filmbewertungsstelle Wiesbaden (FBW) das Prädikat „besonders wertvoll“ erhielt.
Mit Anbruch der 1970er Jahre wurde Baldenius regelmäßig für Fernsehproduktionen herangezogen und führte sporadisch auch Regie. Furore machten vor allem seine Kameraarbeiten für die Inszenierungen von Wolfgang Petersen, mit dem er seit 1967 eng zusammenarbeitete. Darunter befinden sich so stark beachtete Produktionen wie Smog (gedreht 1972), der Tatort-Krimi Reifezeugnis (gedreht 1976) und das Schwulendrama Die Konsequenz aus dem Jahre 1977. Nach dem Ende dieser fruchtbaren Kollaboration (1978 mit Schwarz und weiß wie Tage und Nächte), einhergehend mit Petersens Wechsel zum Kinofilm, war Baldenius kaum mehr als Kameramann aktiv. Was Baldenius in den 1980er Jahren gemacht hat, ist nicht bekannt. Nach der letztmaligen Rückkehr zum Tatort 1990 verschwand er aus dem Blickfeld der Öffentlichkeit. 
Jörg-Michael Baldenius lebt im bayerischen Ottobeuren.

## Filmografie
als Kameramann:
- 1967: Der Eine – Der Andere
- 1968: Ich nicht
- 1968: Grenzen
- 1969: Die Fahrt
- 1969: Miriam
- 1970: Sonnabend, der 1.
- 1971: Ich werde dich töten, Wolf
- 1971: Tatort: Blechschaden
- 1972: Liebe Mutter, mir geht es gut
- 1972: Tatort: Strandgut
- 1973: Smog
- 1973: Kinderheim Sasener Chaussee
- 1973: Van der Valk und die Reichen
- 1974: Tatort: Nachtfrost
- 1974: Motiv Liebe (Fernsehserie)
- 1974: Unter einem Dach (Fernsehserie)
- 1975: Stellenweise Glatteis
- 1975: Tatort: Kurzschluß
- 1976: Hans im Glück
- 1976: Vier gegen die Bank
- 1976: Tatort: Reifezeugnis
- 1977: Die Konsequenz
- 1977: Planübung
- 1977: Rückfälle
- 1978: Schwarz und weiß wie Tage und Nächte
- 1979: Uns reicht das nicht
- 1980: Der Boxer
- 1991: Tatort: Tödliche Vergangenheit

als Fernsehregisseur:
- 1970: Sonnabend, der 1.
- 1972: Gran Canaria (auch Drehbuch)
- 1974: Tatort: Kneipenbekanntschaft